# Japán harci legyező

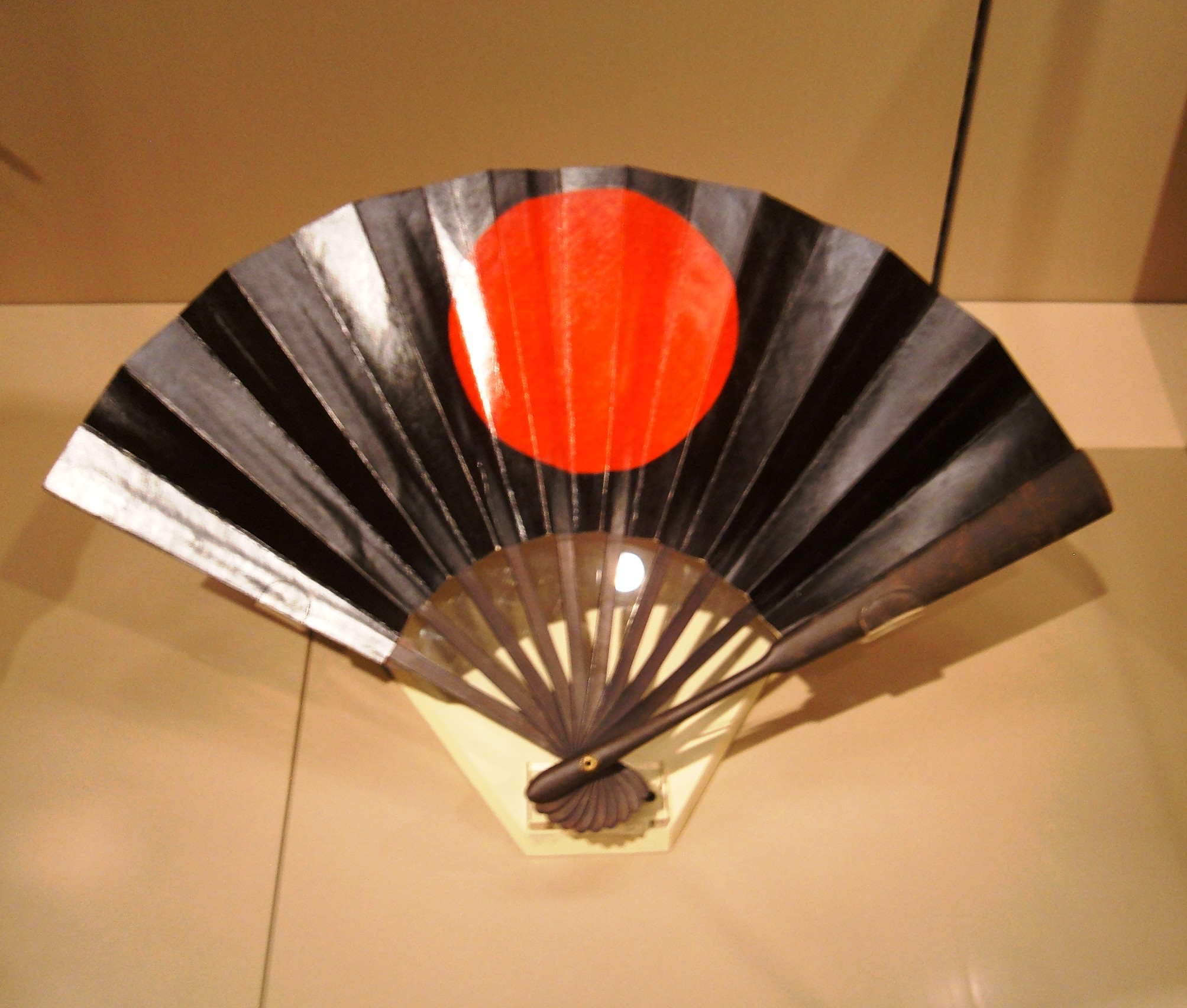
Edo-kori japán harci legyező, amely acélból, bambuszból és lakkozott papírból készült és a Napot ábrázolja

A japán harci legyező  harci célra kialakított legyező, amelyet a középkori Japánban használtak a szamurájok, olyan alkalmakkor, amikor más fegyver nem lehetett náluk. Azért esett a legyezőre a választás, mivel a japán etikettben különleges szerepe volt, főleg formális alkalmakon, ezért minden szamuráj hordott magával ilyet. Három fajtája volt: a gunszen, a tesszen, és a gunbai. 
A tesszennek két változata létezett: a tenarasi-gata, amelyet nem lehetett összecsukni, és a menhari-gata, amelyet igen, ám ez utóbbi jóval drágább fém bordázatú legyező volt, így az előbbi volt az elterjedtebb. A gunbei egy kerek formájú fa legyező volt, amelyet a harctéren használtak a tisztek utasítások adására. A harci legyezők hasznosnak bizonyultak, több tudósítás van arról, hogy valaki ennek segítségével nyert meg egy párbajt, és Szaszaki Kodzsiró egy alkalommal egyszerre több ellenfelet is legyőzött harci legyezővel.
Nem nézték jó szemmel, ha egy alacsonyabb rangú személy ellen kardot rántott a szamuráj, a harci legyező azonban elfogadott alternatívának számított.